# 2010年憲法改革及び統治法
2010年憲法改革及び統治法（2010ねんけんぽうかいかくおよびとうちほう、英語: Constitutional Reform and Governance Act 2010）は、イギリス（連合王国）の不成典憲法を構成する法令及び制度を改革する法律として、2010年に制定されたものである。
公務員制度や条約の批准に関する憲法的習律の明文化や、2000年情報自由法の改正など多くの規定が盛り込まれた。

## 内容

### 施行日
2010年憲法改革及び統治法はゴードン・ブラウン政権末期の2010年4月8日、5月6日の総選挙による政権交代直前に制定された法律である。第4部（庶民院議員と貴族院議員の課税上の地位）が法案成立とともに施行されたほか、司法省政務次官ブリジット・プレンティスが2010年4月15日に公布された施行令に基づき同年4月19日と5月7日に施行された条項もある。その後、キャメロン＝クレッグ連立内閣が成立すると、内閣府担当大臣のフランシス・モードは2010年11月8日に施行令を公布し、第1部（公務員制度）、第2部（条約批准）、第5部（議会に対する政府の財政報告の透明性）を11月11日に施行した。

### 公務員制度
2010年憲法改革及び統治法により、イギリスの公務員制度がはじめて成文法で規定された。人事委員会の設立（第1部2条）、国家公務員担当大臣による公務員への管理権（第1部3条）、公務員への任命が公正で公開の競争に基づくメリットの原理に基づいて行われる（第1部10条）、国家公務員担当大臣による公務員行為規範の出版（第1部5条）、特別顧問が予算支出の許可権と公務員に対する管理権を有さないこと（第1部8条）、特別顧問には「客観性と不偏不党性」を求める行為規範の規定が適用されない（第1部7条）などが定められた。
イギリスのシンクタンクである英国政府研究所（IfG）は2013年に『公務員制度の立法』（Legislating for a Civil Service）を出版し、2010年憲法改革及び統治法における公務員制度の立法が何も変えていないと指摘し、オーストラリア、カナダ、ニュージーランドなど同じくウェストミンスター・システムを採用する国の公務員法と比べると、2010年憲法改革及び統治法はイギリスの公務員の体制と慣習について成文化された事柄が少ないとコメントした。

### 条約批准
議会が条約批准の許可を与えることについてはそれまでポンソンビー規則があったが、2010年憲法改革及び統治法の第2部でポンソンビー規則が成文法に組み込まれた。法案が提出された時点では宣戦布告やイギリス軍の配備についても成文法に組み込まれる予定だったが、最終的に制定された法律では盛り込まれず、国王大権に委ねられたままとなった。また、欧州連合に関する条約については2002年欧州議会選挙法と2008年欧州連合(改正)法ですでに規定されていたため、2010年憲法改革及び統治法では除外された（第23条）。
高等法院合議法廷の審理で国王大権に基づき欧州連合条約第50条（リスボン条約第50条。欧州連合からの脱退に関する条項）発動の通知を発することができるかについて討議されたとき（R(ミラー)対欧州連合離脱大臣）、首席判事のクムギエッドのトマス男爵ジョン・トマスは2010年憲法改革及び統治法第2部で定められた手続きが「非常に重要」（of critical importance）であると述べた。

### 情報自由法の改正
2000年情報自由法の改正に関する条項は（司法大臣ケネス・クラークによる施行令に基づき）2011年1月19日に施行された。これにより、君主、王位継承順位1位、2位の3人との通信は情報公開を完全に免除され、ほかの王族との通信は条件付きで情報公開を免除された。
また、第6部45条により、作成後30年経過するまでに永久保存すべき記録をイギリス国立公文書館に移管する義務という「30年ルール」が「20年ルール」に変更された。

### その他の条項
経過措置の施行令は2010年7月に内閣府の政治及び憲法改革担当政務官（Parliamentary Secretary, Minister for Political and Constitutional Reform）マーク・ハーパーにより発された。また、2009年議会倫理規範法を改正した第3部の一部は2010年4月から5月にかけて施行された。第4部41条と42条では庶民院議員と貴族院議員の課税上の地位が規定されたが（イギリスの租税も参照）、貴族院議員が課税上の本籍地をイギリスに置かなければならないという規定があったため、本籍地をイギリスに移動したくなかった世俗貴族5名が代わりに貴族院議員を辞任した。
| 爵位 | 爵位                               | 名前                                           | 就任日        | 退任日        | 所属党派     | 出典   |
| ---- | ---------------------------------- | ---------------------------------------------- | ------------- | ------------- | ------------ | ------ |
|      | レイドロー男爵                     | アーヴァイン・アラン・ステュアート・レイドロー | 2004年6月14日 | 2010年4月15日 | 保守党       | [ 10 ] |
|      | ウェスト・グリーンのマカルピン男爵 | ロバート・アリステア・マカルピン               | 1984年2月2日  | 2010年5月26日 | 保守党       | [ 11 ] |
|      | 鄧女男爵                           | 鄧蓮如                                         | 1990年8月24日 | 2010年6月30日 | クロスベンチ | [ 12 ] |
|      | バグリ男爵                         | ラージ・クマール・バグリ                       | 1997年2月14日 | 2010年7月6日  | 保守党       | [ 13 ] |
|      | テムズバンクのフォスター男爵       | ノーマン・ロバート・フォスター                 | 1999年7月19日 | 2010年7月6日  | クロスベンチ | [ 14 ] |